# Нюховий тракт
Нюховий тракт (лат. tractus olfactorius) — в'язка аксонів, що з'єднують мітральні і ворсові клітини нюхової цибулини із декількома цільовими сегментами мозку; серед яких — енторінальна кора, грушеподібна кора і мигдалеподібне тіло. Являє собою вузьку білу смужку, трикутну в корональному відділі, з вершиною спрямованою вгору. Нюховий тракт пролягає у нюховій борозні на нижній поверхні лобової частки мозку і розділяється на медіальну нюхову смужку і латеральну нюхову смужку.
Пошкодження нюхового тракту є причиною виникнення іпсилатеральної аносмії.

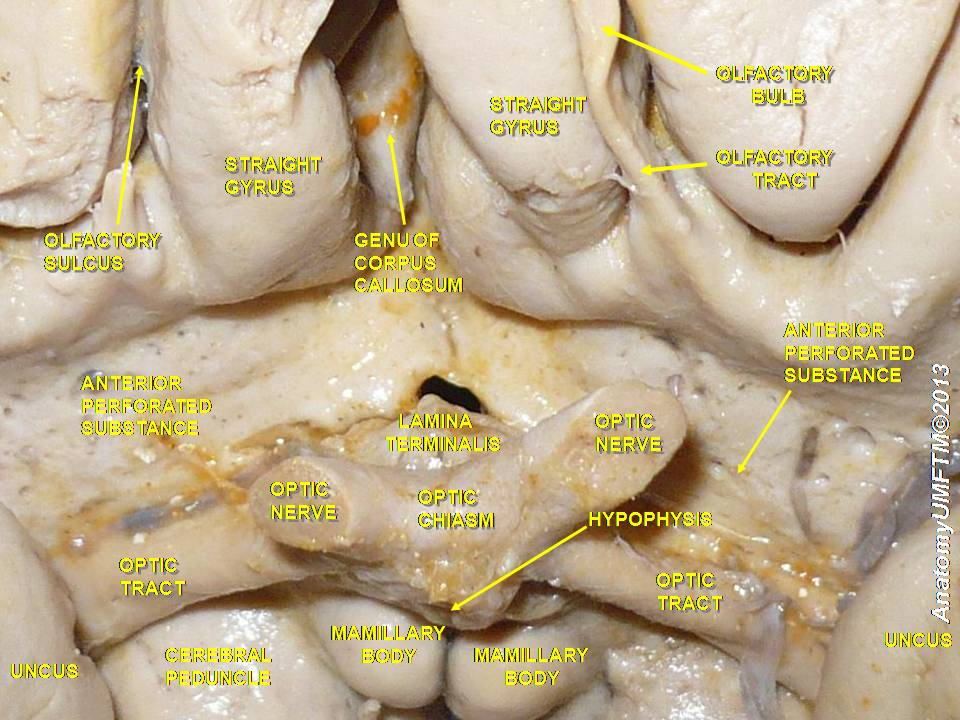
Кінцевий мозок